# Општина Алмашу (Салаж)
Алмашу (рум. Almaşu) општина је у Румунији у округу Салаж.
Oпштина се налази на надморској висини од 398 m.